# 渭阳西路街道
渭阳西路街道，是中华人民共和国陕西省咸陽市秦都区下辖的一个乡镇级行政单位。

## 行政区划
渭阳西路街道下辖以下地区：
七里铺社区、嘉阳社区、富安路社区、安居社区、秦宝社区、中华社区、西电三公司社区、彩虹社区、中附院社区、金山社区、西阳村、北安村和南安村。